# Демократы (Бенин)
Демократы (фр. Les Démocrates) — бенинская политическая партия, основанная Яйи Бони в качестве оппозиционной партии. Выступает на левых и левоцентристских позициях. 

## История
Партия была учреждена в конце 2020 года бывшим президентом Яйи Бони, в качестве реакции на фактическую ликвидацию демократии на территории Бенина и итогов национальных выборов в 2019, а также муниципальных выборов 2020 года. Как итог, стала фактически единственной оппозиционной партией на выборах 2023 года и в парламенте по итогам выборов. 
Партия не признала итоги выборов, назвав их сфальсифицированными, и направив в конституционный суд жалобу, которая под давлением президента была отклонена.

## Избирательные кампании
| Национальное собрание Бенина |         |       |           |     |               |
| Год                          | Голоса  | %     | Места     | +/− | Лидеры        |
| 2023                         | 598.560 | 24.16 | 28 из 109 | ▬   | Эрик Хоундете |

| Муниципальные собрания Бенина |        |       |           |     |               |
| Год                           | Голоса | %     | Места     | +/− | Лидеры        |
| 2020                          | 0      | 00.00 | 0 из 1815 | ▬   | Эрик Хоундете |

## Примечание
1. ↑  Législatives 2023 au Bénin: liste des 109 députés élus selon les résultats provisoires par la CENA (фр.). Banouto. Дата обращения: 25 января 2023. Архивировано 12 января 2023 года.
2. ↑  Perspective Monde. perspective.usherbrooke.ca. Дата обращения: 25 января 2023. Архивировано 11 января 2023 года.
3. 1 2  Bénin : une campagne électorale plus attractive – DW – 05/01/2023 (фр.). dw.com. Дата обращения: 25 января 2023. Архивировано 12 января 2023 года.
4. 1 2  Bénin: le parti Les Démocrates rejette les résultats des législatives (фр.). RFI (12 января 2023). Дата обращения: 25 января 2023. Архивировано 25 января 2023 года.
5. ↑  Bénin/Législatives : Le parti ‘’Les Démocrates’’ rejette les résultats et annonce saisir la Cour constitutionnelle. www.aa.com.tr. Дата обращения: 25 января 2023. Архивировано 25 января 2023 года.